# Bhongolwethu Jayiya
Bhongolwethu Jayiya (sinh ngày 21 tháng 3 năm 1990 ở Soweto, Gauteng) là một cầu thủ bóng đá người Nam Phi thi đấu ở vị trí tiền đạo cho Kaizer Chiefs ở Premier Soccer League.. Jayiya từng học tại Potchefstroom High School for Boys nơi nhiều năm qua sản sinh ra nhiều nhân vật thể thao tầm cỡ quốc tế.